# Вашулькі
Вашулькі (пол. Waszulki, нім. Waschulken) — село в Польщі, у гміні Нідзиця Нідзицького повіту Вармінсько-Мазурського воєводства.
Населення — 155 осіб (2011).
У 1975-1998 роках село належало до Ольштинського воєводства.

## Демографія
Демографічна структура станом на 31 березня 2011 року:
|          | Загалом | Допрацездатний вік | Працездатний вік | Постпрацездатний вік |
| -------- | ------- | ------------------ | ---------------- | -------------------- |
| Чоловіки | 74      | 23                 | 46               | 5                    |
| Жінки    | 81      | 17                 | 46               | 18                   |
| Разом    | 155     | 40                 | 92               | 23                   |